# Бре ле Бен
Бре ле Бен (фр. Brée-les-Bains) насеље је и општина у западној Француској у региону Поату-Шарант, у департману Приморски Шарант која припада префектури Рошфор.
По подацима из 2011. године у општини је живело 751 становника, а густина насељености је износила 103,3 становника/km². Општина се простире на површини од 7,27 km². Налази се на средњој надморској висини од 10 метара (максималној 11 m, а минималној 0 m).

## Демографија
| 1962. | 1968. | 1975. | 1982. | 1990. | 1999. | 2011. |
| ----- | ----- | ----- | ----- | ----- | ----- | ----- |
| 417   | 525   | 573   | 578   | 644   | 760   | 751   |

График промене броја становника у току последњих година